# National Arena League
Die National Arena League (NAL) ist eine Liga für Arena Football in den USA, die 2017 gegründet wurde.
Spieler verdienen in der Regel 200 US-Dollar pro Woche (vor Steuern); ältere Spieler kommen auf 225 Dollar. Dazu kommt ein Bonus von 50 Dollar pro Sieg. Der geschätzte Jahresumsatz der Teams liegt zwischen 500.000 und 800.000 US-Dollar pro Jahr.

## Geschichte
Die Eigentümer der Columbus Lions entschieden sich 2016 mit der Gründung einer eigenen Liga, nachdem sie zuvor in mehreren kurzlebigen und instabilen Ligen gespielt hatten. Der Liga, die ursprünglich Arena Development Liga (ADL) heißen und insbesondere auch Spieler ausbilden, die sich Chance auf die National Football League, die Canadian Football League oder die Arena Football League (AFL) ausrechnen. Der neuen Liga schlossen sich Teams der American Indoor Football (AIF) an, der auch die Lions angehörten, die Jacksonville Sharks aus der AFL sowie Teams regionaler Ligen und neu gegründete Mannschaften. Mit den Monterrey Steel wurde das erste mexikanische Franchise im Arena Football aufgenommen. Im November 2016 wurde der Name National Arena League angenommen. Zudem wurde die Organisation der Liga weg vom Besitzer der Lions auf mehrere Schultern verteilt.
Das erste Spiel der Ligageschichte bestritten die Columbus Lions gegen die Jacksonville Sharks vor 2.456 Zuschauern. Dabei siegten die Sharks 56:41. Im Laufe der Saison mussten sich einige Teams aus dem Spielbetrieb zurückziehen, teil mangels Finanzierung, teils weil sie keinen Pachtvertrag mit einer Arena bekamen. Dies betraf die Corpus Christi Rage und die Dayton Wolfpack. Erster Titelträger wurden die Jacksonville Sharks, die das Finale mit 27:21 gegen die Columbus Lions gewinnen konnten.
Nach der ersten Saison zogen sich fünf der acht Teams zurück, darunter Monterrey. Drei neue kamen dazu, unter anderem die Carolina Cobras, benannt nach einem ehemaligen AFL-Team. Die Cobras, die seitdem in der Liga blieben, gewannen die Meisterschaft 2018.
Zur Saison 2019 schieden zwei Teams aus, die durch die New York Streets und die Orlando Predators ersetzt wurden. Meister 2019 wurden erneut die Sharks.
Nach der Saison gab die NAL bekannt, den Spielbetrieb mit der Champions Indoor Football (CIF) zusammenzulegen. Die beiden Ligen sollten als Conferences einer fusionierten Liga weiterbetrieben werden. Der Plan wurde allerdings verschoben. Die Saison 2020 musste schließlich wegen der Covid-19-Pandemie abgesagt werden.
Mit den Jersey Flight und den Albany Empire startete die Saison 2021 mit zwei neuen Teams, während sich New York bereits Ende 2019 zurückgezogen hatte und die Massachusetts Pirates in die Indoor Football League (IFL) wechselten. Albany holte sich im ersten Jahr bereits die Meisterschaft.
Zur Saison 2022 führte die NAL die Iron-Man-Football-Regel ein, nach der die meisten Spieler sowohl Offense als auch Defense spielen mussten. In der Regel spiel ein Footballer nur in einem der beiden Mannschaftsteile. Die Iron-Man-Regen hatte bereits die ursprüngliche AFL bis 2007. Neu in der Liga waren die San Antonio Gunslingers, die aus der American Arena League wechselten. Dagegen gaben die Jersey Flight nach einer Saison auf. Die Albany Empire konnten als erstes NAL-Team die Meisterschaft verteidigen.
2023 wechselte das Gründungsteam Columbus Lions in die American Indoor Football Alliance (AIFA). Mit den Fayetteville Mustangs und den West Texas Warbirds aus Odessa nahmen zwei neue Teams teil. Mit den Rebound-Netzen übernahm die Liga eine weitere Regel der früheren AFL. Diese sind in den Endzonen aufgespannt, so dass, wenn der Ball nach einem Kickoff oder einem fehlgeschlagenen Field Goal im Netz landet, sofort von der gegnerischen Mannschaft aufgenommen werden kann. Während der Saison musste sowohl der Neuling Fayetteville als auch der amtierende Meister Albany den Spielbetrieb einstellen. Albany machte dabei Schlagzeilen, da der ehemalige NFL-Spieler Antonio Brown vor der Saison das Franchise übernommen hatte und während der Saison mehrere Coaches und Funktionäre das Team verließen. NAL-Meister wurden zum zweiten Mal die Jacksonville Sharks.
Die Sharks, ebenfalls eines der Gründungsmitglieder der NAL, wechselten ebenso wie die San Antonio Gunslingers zur Saison 2024 in die IFL. Die Orlando Predators und die West Texas Warbirds schlossen sich der wieder gegründeten AFL an. Mit den Omaha Beef, den Sioux City Bandits und den Oklahoma Flying Aces schlossen sich drei Teams der CIF der NAL an, der Rest der CIF ging ebenfalls in der AFL auf. Die Flying Aces spielten jedoch nur vier Spieltage in der NAL. Neu in der NAL waren 2024 zudem die Idaho Horsemen (zuvor American West Football Conference) und das neue Franchise Colorado Spartans aus Denver. Mit den Ohama Beef sicherte sich erneut ein Expansionsteam die Meisterschaft.
Nachdem man die Saison 2024 nur mit fünf Teams beendet hatte, expandierte die NAL 2025, indem man die verbliebenen Team der AIF übernahm, darunter auch die Columbus Lions. Dazu kamen die neu gegründeten Shreveport Rouxgaroux und Beaumont Renegades. Die Rebound-Netze wurden wieder abgeschafft. Die Saison 2025 startete am 8. März 2025 mit neun Teams. Am 25. April 2025 zogen sich die Carolina Cobras aus den laufenden Spielbetrieb zurück.

## Meisterschaften
| Jahr | Meister             | Ergebnis    | Finalist           | Spielort                                           | Zuschauer |
| ---- | ------------------- | ----------- | ------------------ | -------------------------------------------------- | --------- |
| 2017 | Jacksonville Sharks | 27–21       | Columbus Lions     | Jacksonville Veterans Memorial Arena, Jacksonville | 9.730     |
| 2018 | Carolina Cobras     | 66–8        | Columbus Lions     | Greensboro Coliseum Complex, Greensboro            |           |
| 2019 | Jacksonville Sharks | 52–48       | Carolina Cobras    | Jacksonville Veterans Memorial Arena, Jacksonville |           |
| 2021 | Albany Empire       | 79–62       | Columbus Lions     | MVP Arena, Albany                                  | 4.014     |
| 2022 | Albany Empire       | 47–20       | Carolina Cobras    | MVP Arena, Albany                                  | 4.281     |
| 2023 | Jacksonville Sharks | 54–45       | Carolina Cobras    | Jacksonville Veterans Memorial Arena, Jacksonville | 8.539     |
| 2024 | Omaha Beef          | 47–46 n. V. | Sioux City Bandits | Liberty First Credit Union Arena, Omaha            |           |

## Mannschaften

### Aktuelle Mannschaften
| Team                  | Ort                     | Arena                            | Kapazität | Gegründet | In der Liga          |
| --------------------- | ----------------------- | -------------------------------- | --------- | --------- | -------------------- |
| Beaumont Renegades    | Beaumont, Texas         | Ford Arena                       | 8.200     | 2023      | seit 2025            |
| Colorado Spartans     | Denver, Colorado        | Denver Coliseum                  | 8.140     | 2023      | seit 2024            |
| Columbus Lions        | Columbus, Georgia       | Columbus Civic Center            | 7.573     | 2006      | 2017–2022, seit 2025 |
| Idaho Horsemen        | Nampa, Idaho            | Ford Idaho Center                | 12.279    | 2018      | seit 2024            |
| Omaha Beef            | Omaha, Nebraska         | Liberty First Credit Union Arena | 4.600     | 2000      | seit 2024            |
| Shreveport Rouxgaroux | Shreveport, Louisiana   | Hirsch Memorial Coliseum         | 10.300    | 2024      | seit 2025            |
| Sioux City Bandits    | Sioux City, Iowa        | Tyson Events Center              | 6.941     | 2000      | seit 2024            |
| Wheeling Miners       | Wheeling, West Virginia | WesBanco Arena                   | 5.406     | 2024      | seit 2025            |

### Ehemalige Mannschaften
| Team                     | Ort                        | In der Liga | Anmerkung                                     |
| ------------------------ | -------------------------- | ----------- | --------------------------------------------- |
| Albany Empire            | Albany, New York           | 2021–2023   | Meister 2021, 2022                            |
| Carolina Cobras          | Greensboro, North Carolina | 2018–2025   | Meister 2018; Rückzug während der Saison 2025 |
| Jacksonville Sharks      | Jacksonville, Florida      | 2017–2023   | Meister 2017, 2019, 2023; Wechsel in die IFL  |
| Lehigh Valley Steelhawks | Allentown, Pennsylvania    | 2017–2019   |                                               |
| Massachusetts Pirates    | Worcester, Massachusetts   | 2018–2020   | Wechsel in die IFL                            |
| Orlando Predators        | Orlando, Florida           | 2019–2023   | Wechsel in die AFL                            |
| San Antonio Gunslingers  | San Antonio, Texas         | 2022–2024   | Wechsel in die IFL                            |

Nur eine Saison spielten
- Corpus Christi Rage, Corpus Christi, Texas, 2017
- Dayton Wolfpack, Travelling Team, 2017
- Georgia Firebirds, Albany, Georgia, 2017
- High Country Grizzlies, Boone, North Carolina, 2017 (wechselte in die American Arena League)
- Monterrey Steel, Monterrey, Nuevo León, Mexiko, 2017
- Maine Mammoths, Portland, Maine, 2018
- New York Streets, White Plains, New York, 2019
- Fayetteville Mustangs, Fayetteville, North Carolina, 2023 (Spielbetrieb während der Saison eingestellt)
- West Texas Warbirds, Odessa, Texas, 2023 (Wechsel in die AFL)
- Oklahoma Flying Aces, Enid, Oklahoma, 2024 (Spielbetrieb während der Saison eingestellt)

## Saison 2017

### Abschlusstabelle
| 2017 National Arena League standings | 2017 National Arena League standings | 2017 National Arena League standings | 2017 National Arena League standings |
|                                      | S                                    | N                                    | Streak                               |
| ------------------------------------ | ------------------------------------ | ------------------------------------ | ------------------------------------ |
| 1 – Jacksonville Sharks              | 11                                   | 1                                    | L1                                   |
| 2 – Lehigh Valley Steelhawks         | 9                                    | 1                                    | W7                                   |
| 3 – Columbus Lions                   | 9                                    | 3                                    | W6                                   |
| 4 – Monterrey Steel                  | 7                                    | 4                                    | W1                                   |
| High Country Grizzlies               | 3                                    | 7                                    | L4                                   |
| Georgia Firebirds                    | 2                                    | 9                                    | L5                                   |
| Dayton Wolfpack                      | 0                                    | 7                                    | L7                                   |
| Corpus Christi Rage                  | 0                                    | 9                                    | L9                                   |

### Playoffs
| Jacksonville | 43 |              |    |  |  |
| Jacksonville | 43 |              |    |  |  |
| Monterrey    | 32 |              |    |  |  |
| Monterrey    | 32 | Jacksonville | 27 |  |  |
|              |    | Jacksonville | 27 |  |  |
| Columbus     | 21 |              |    |  |  |
| Columbus     | 21 | Leigh Valley | 50 |  |  |
|              |    |              |    |  |  |
| Columbus     | 52 |              |    |  |  |